# 도카라우마

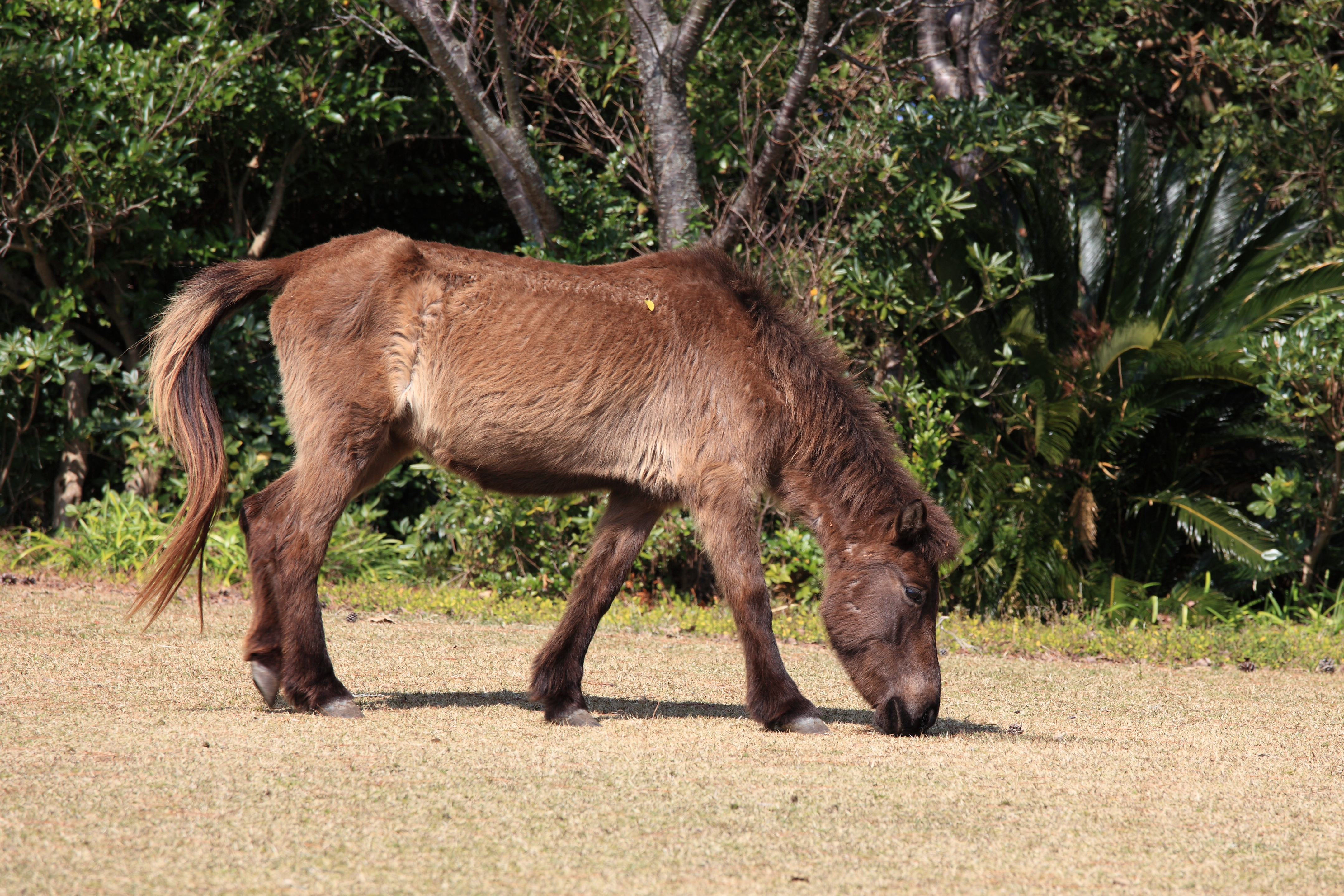
도카라우마, 이부스키시에서 촬영

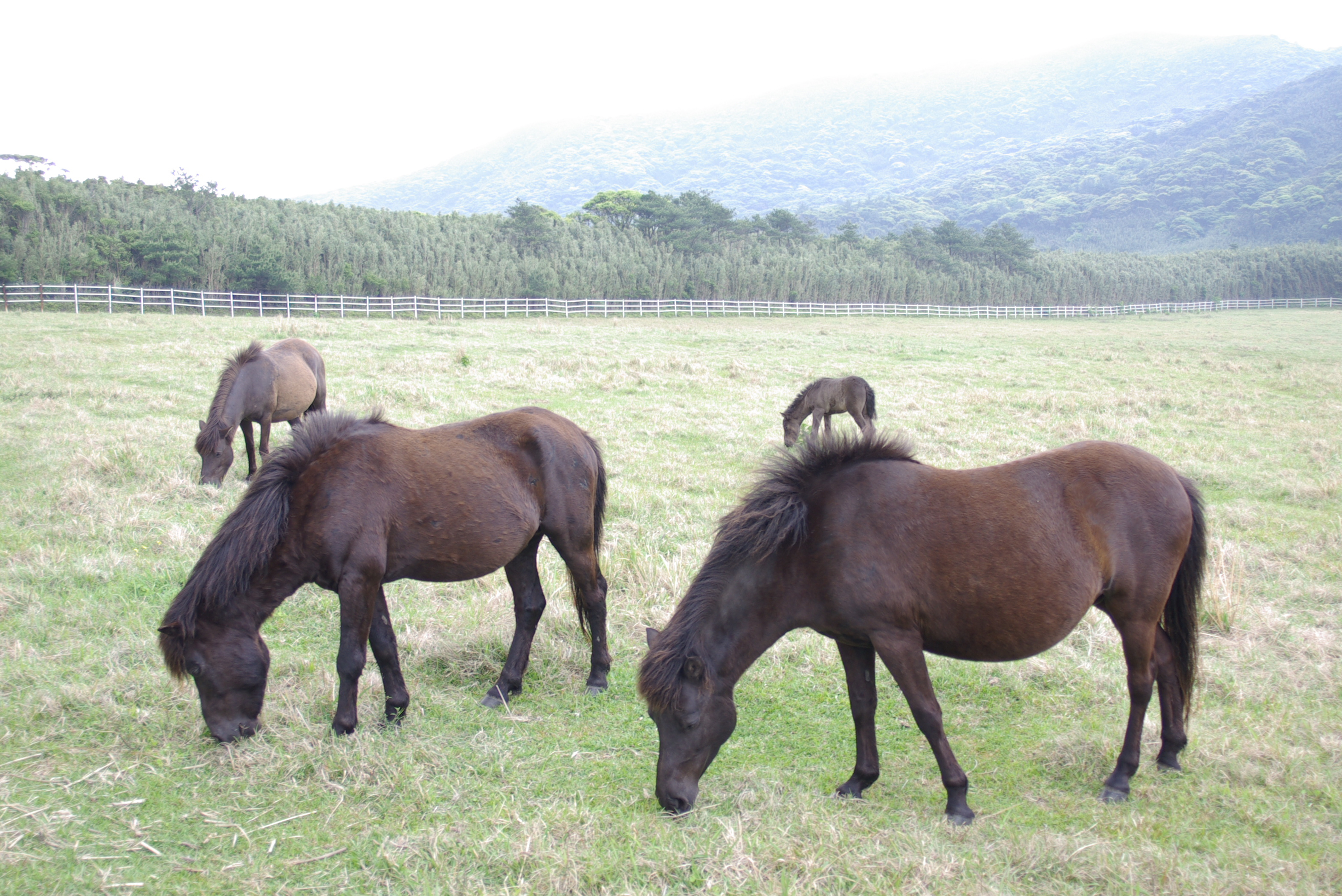
방목장의 도카라우마

도카라우마 또는 도카라바(일본어: 吐噶喇馬)는 일본 가고시마현에 속한 도카라 열도 특산 마종이다. 소형 마종으로, 마상(馬上)은 100-120cm이며 모색은 진갈색이다. 더위에 강하며 농업·승마·사탕수수 가공 등 다양한 일에 쓰인다.